# دست‌ماهی
 دست‌ماهی(نام علمی: Brachionichthyidae) نام یک تیره از راسته قلابچه‌ماهی است.
نام «هندفیش» یا «دست ماهی» به این دلیل روی این ماهی گذاشته شده که هم مثل سایر ماهی‌ها در دریا شنا می‌کند هم می‌تواند با دست‌هایش روی بستر دریا «پیاده‌روی» کند. هندفیش صورتی یکی از چهارده ماهی هندفیش است که در اطراف تاسمانی، جزیره ای در جنوب سرزمین اصلی استرالیا دیده می‌شوند. پژوهشگران بر این باور بودند که این ماهی یک گونه مختص آب‌های کم عمق است که در پناهگاه‌های خلیج‌ها زندگی می‌کند اما فیلمی که گرفته شده آن را در عمق ۱۵۰ متری سواحل جنوبی تاسمانی نشان می‌دهد که بسیار عمیق‌تر بیش از مناطق خلیجی است. مقامات حفاظت از محیط زیست این ماهی را به عنوان یک گونه در خطر انقراض طبقه‌بندی کردند